# Juan Alonso Pimentel y Enríquez
Juan Alonso Pimentel (c. 1410 - 1437) fue un noble castellano titulado II señor y I conde de Mayorga.

## Biografía
Hijo primogénito de Rodrigo Alonso Pimentel, II conde de Benavente, y de Leonor Enríquez de Mendoza, hija de Alfonso Enríquez, Almirante de Castilla, y de Juana de Mendoza, «la ricahembra de Guadalajara».
Tras las Treguas de Majano, la Corona de Castilla obtiene diversas propiedades de los Infantes de Aragón, y entre ellas se encuentra la villa de Mayorga, en la actual provincia de Valladolid, que el rey Juan II de Castilla entregó en 1430 al conde de Benavente. Éste cedió a su hijo Juan el señorío, y finalmente el rey elevó a condado en 1435. Tras las buenas relaciones con el monarca Juan II de Castilla, terminó enemistándose con él, a consecuencia de la política de Álvaro de Luna, Condestable de Castilla y su propio cuñado, por ser marido de Juana Pimentel, «la triste condesa», que era su hermana.
Como hijo primogénito debería haber heredado en el condado de Benavente, pero le sobrevino la muerte en Benavente (Zamora) en el año 1437 mientras se ejercitaba en el campo de las armas, cuando su padre aún vivía, por lo que heredó su hermano Alonso Pimentel y Enríquez. Había contraído matrimonio con Elvira de Zúñiga y Guzmán, hermana de Álvaro de Zúñiga y Guzmán (I duque de Béjar, I duque de Arévalo y I duque de Plasencia) y de Diego López de Zúñiga, conde de Miranda del Castañar, y del enlace nació Leonor Pimentel y Zúñiga, que casó con su tío el duque de Béjar, pero no sucedió en el Condado de Mayorga, pasando este a la Casa de Benavente, siendo el título que ostentarían los futuros condes de Benavente en vida de sus padres.